# Survivor: The Australian Outback
Survivor: The Australian Outback (cunoscut ca Survivor: Australia in sezoanele următoare) este al doilea sezon al emisiunii Survivor. Filmarea a avut loc în nordul Queenslandului între 23 octombrie și 3 decembrie 2000, având premiera pe 28 ianuarie  2001. Găzduit de Jeff Probst, a durat 42 de zile și au participat 16 concurenți.
Aceștia au fost separați inițial în două triburi, numite Kucha și Ogakor. Când au rămas 10 jucători, s-a format un singur trib, numit Barramundi. Tina Wesson a fost câștigătoarea, învingându-l pe Colby Donaldson după un vot de 4–3.

## Concurenți

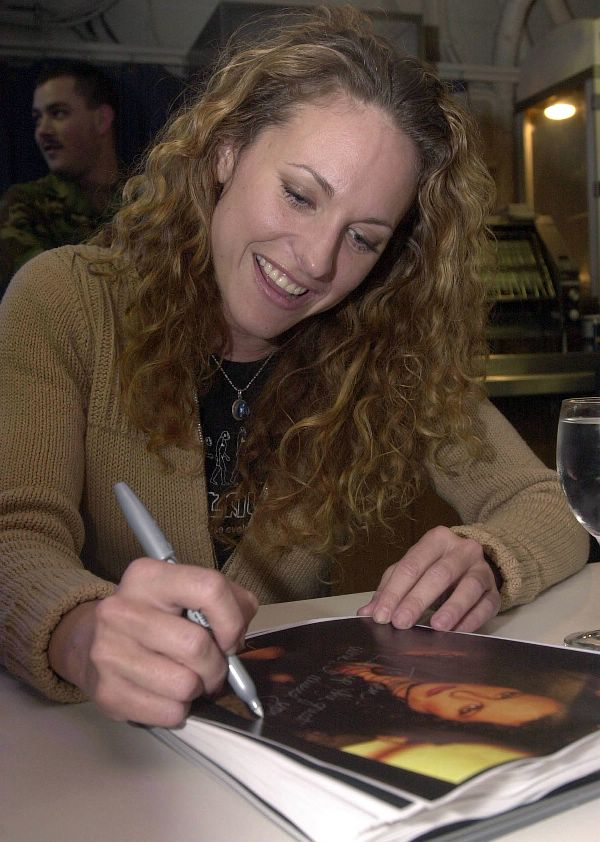
Jerri Manthey came in eighth place și was the second jury member

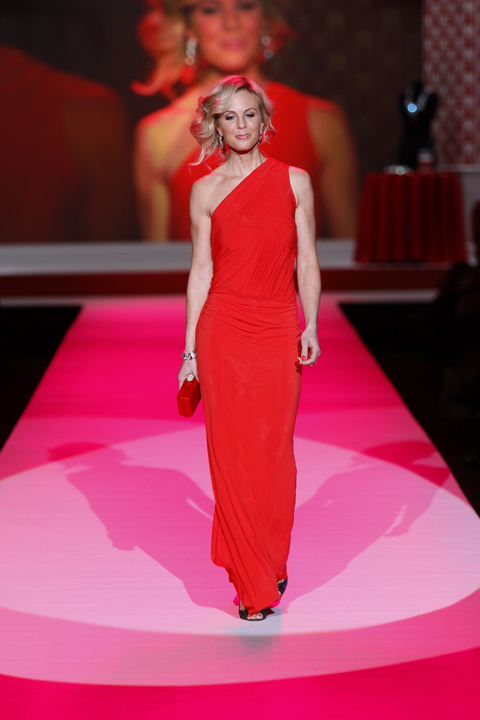
Elisabeth Filarski came in fourth place și was the sixth jury member

| Concurent                                    | Tribul original | Tribul unificat            | Rezultat                                  |
| -------------------------------------------- | --------------- | -------------------------- | ----------------------------------------- |
| Debb Eaton 45, Milan, New Hampshire          | Kucha           |                            | Primul eliminat Ziua 3                    |
| Kel Gleason 32, Fort Hood, Texas             | Ogakor          | Al doilea eliminat Ziua 6  |                                           |
| Maralyn Hershey 51, Wakefield, Virginia      | Ogakor          | Al treilea eliminat Ziua 9 |                                           |
| Mitchell Olson 23, Union City, New Jersey    | Ogakor          | Al 4-lea eliminat Ziua 12  |                                           |
| Kimmi Kappenberg 27, Ronkonkoma, New York    | Kucha           | Al 5-lea eliminat Ziua 15  |                                           |
| Michael Skupin 38, White Lake, Michigan      | Kucha           | Evacuat medical Ziua 17    |                                           |
| Jeff Varner 34, New York City, New York      | Kucha           | Barramundi                 | Al 6-lea eliminat Ziua 21                 |
| Alicia Calaway 32, New York City, New York   | Kucha           | Barramundi                 | Al 7-lea eliminat Primul jurat Ziua 24    |
| Jerri Manthey 30, Los Angeles, California    | Ogakor          | Barramundi                 | Al 8-lea eliminat Al doilea jurat Ziua 27 |
| Nick Brown 23, Steilacoom, Washington        | Kucha           | Barramundi                 | Al 9-lea eliminat Al 3-lea jurat Ziua 30  |
| Amber Brkich 22, Beaver, Pennsylvania        | Ogakor          | Barramundi                 | Al 10-lea eliminat Al 4-lea jurat Ziua 33 |
| Rodger Bingham 53, Crittenden, Kentucky      | Kucha           | Barramundi                 | Al 11-lea eliminat Al 5-lea jurat Ziua 36 |
| Elisabeth Filarski 23, Boston, Massachusetts | Kucha           | Barramundi                 | Al 12-lea Eliminat Al 6-lea jurat Ziua 39 |
| Keith Famie 40, West Bloomfield, Michigan    | Ogakor          | Barramundi                 | Al 13-lea eliminat Al 7-lea jurat Ziua 41 |
| Colby Donaldson 26, Dallas, Texas            | Ogakor          | Barramundi                 | Locul 2                                   |
| Tina Wesson 40, Knoxville, Tennessee         | Ogakor          | Barramundi                 | Unicul Supraviețuitor                     |

### Apariții viitoare
Elisabeth Filarski, apoi Hasselbeck, a devenit gazda talk-show-ului ABC The View. Tina Wesson, Colby Donaldson, Jerri Manthey, Alicia Calaway, și Amber Brkich au concurat în Survivor: All-Stars. Wesson, Donaldson, Manthey, și Calaway s-au clasat pe locurile 18, 12, 10, și 7, respectiv, și Brkich a câștigat sezonul. Brkich a concurat apoi în The Amazing Race 7 împreună cu logodnicul, și el concurent în Survivor, Rob Mariano, terminând pe locul 2; cuplul, acum căsătorit, au participat și la  The Amazing Race 11, unde au terminat pe locul 8.
Donaldson și Manthey s-au întors și pentru Survivor: Heroes vs. Villains, terminând pe 5 și 4, respectiv. Michael Skupin s-a întors pentru Survivor: Philippines unde a terminat la egalitate pe locul 2. Wesson s-a întors din nou pentru Survivor: Blood vs. Water împreună cu fiica ei, Katie Collins (care a apărut în The Australian Outback ca persoană iubită), unde Wesson s-a clasat pe 4. Jeff Varner și Kimmi Kappenberg s-au întors pentru Survivor: Cambodia, clasându-se pe 17 și 6, respectiv.

## Sezonul pe scurt
Cei 16 naufragiați au fost separați în două triburi de 8: Ogakor și Kucha, numite după cuvintele aborigene pentru "crocodil" și "cangur" respectiv. Deși Ogakor a fost în general tribul mai puțin competitiv în probe, triburile au fuzionat cu 5 membri fiecare după ce Michael, membrul tribului Kucha,a căzut în focul de tabără și a suferit arsuri de gradul III, necesintând evacuarea medicală. Prin urmare, votul de la primul consiliu tribal după fuziune s-a încheiat la egalitate. Conform regulilor, egalitățile erau rezolvate numărându-se voturile totale primite în consiliile tribale anterioare; fostul membru Kucha Jeff a fost eliminat, și astfel puterea a trecut în mâinile foștilor Ogakor. 
Alianța majoritară în Ogakor, formată din Colby, Keith și Tina a alternat eliminarea foștilor Kucha cu eliminarea fostelor Ogakor Jerri și Amber când acestea au încercat să răstoarne ierarhia. Cei 3 au rămas împreună până la sfârșit, iar Colby a luat-o cu el pe Tina consiliul tribal final. Gândirea strategică a Tinei a fost prețuită mai mult decât performanța extraordinară în probe a lui Colby și a câștigat titlul de Unic Supraviețuitor cu un vot de 4–3.
| Titlul episodului        | Câștigătorul probei | Câștigătorul probei | Eliminat       |
| Titlul episodului        | Recompensă          | Imunitate           | Eliminat       |
| ------------------------ | ------------------- | ------------------- | -------------- |
| "Abandonați"             | Ogakor              | Ogakor              | Debb           |
| "Bănuiala"               | Ogakor              | Kucha               | Kel            |
| "Nu crede pe nimeni"     | Ogakor              | Kucha               | Maralyn        |
| "Câmpurile morții"       | Kucha               | Kucha               | Mitchell       |
| "Fără mănuși"            | Kucha               | Ogakor              | Kimmi          |
| "Proba focului"          | Kucha               | Nimeni              | Michael        |
| "Fuziunea"               | Nimeni              | Keith               | Jeff           |
| "Prieteni?"              | Jerri, [Amber]      | Keith               | Alicia         |
| "Lună de miere sau nu?"  | Colby, Jerri        | Nick                | Jerri          |
| "Hai să facem o afacere" | Licitația Survivor  | Colby               | Nick           |
| "Nu doar un joc"         | Colby               | Colby               | Amber          |
| "Până aici, suficient"   | Tina                | Colby               | Rodger         |
| "Ultimii patru"          | Colby               | Colby               | Elisabeth      |
| "Cel mai merituos"       | None                | Colby               | Keith          |
| "Reuniunea"              |                     |                     | Votul juriului |
| "Reuniunea"              | Colby               |                     |                |
| "Reuniunea"              | Tina                |                     |                |

### Episoade
| Nr. în serial                                                                          | Nr. în sezon | Titlu        | Referință | Data difuzării   | SUA telespectatori (milioane) | Rating/share (18-49) |
| -------------------------------------------------------------------------------------- | ------------ | ------------ | --------- | ---------------- | ----------------------------- | -------------------- |
| 15                                                                                     | 1            | „Abandonați” | Recap     | 28 ianuarie 2001 | 45.37                         | 21.8/48              |
| 16 noi concurenți au fost lăsați în Australian Outback să înceapă aventura vieții lor. |              |              |           |                  |                               |                      |

## Legături externe
- Site oficial